# 日田市立光岡小学校
日田市立光岡小学校（ひたしりつ てるおかしょうがっこう）は、大分県日田市にある公立小学校。
2006年には、児童数が日田市で最大の小学校となった。

## 沿革
- 1874年（明治7年）12月 - 友田字寺の下に、今泉小学校を開校。
- 1888年（明治21年）4月 - 今泉尋常小学校と改称。
- 1892年（明治25年）9月 - 光岡尋常小学校と改称。
- 1902年（明治35年）3月 - 学校を現在地（友田字東土井ノ内）へ移転。
- 1904年（明治37年） - 新治分教場を設置。
- 1908年（明治41年）4月 - 日田郡組合立高等小学校が解散。当校に高等科を設置し、光岡尋常高等小学校と改称。
- 1935年（昭和10年）12月 - 講堂新築。
- 1935年（昭和10年）12月 - 新治分教場を廃し、本校に合併。
- 1941年（昭和16年）4月1日 - 国民学校令により、日田市光岡国民学校と改称。
- 1947年（昭和22年）4月1日 - 学制改革により、日田市立光岡小学校と改称。
- 1964年（昭和39年） - 校歌制定。
- 1974年（昭和49年）12月 - 開校百年祭を挙行。
- 2005年（平成17年）9月30日 - 校舎新改築工事が終了。

## 通学区域
- 日田市
  - 日ノ出町、清岸寺町、吹上町、玉川町、新治町、南友田町、北友田1丁目、北友田2丁目、北友田3丁目、玉川3丁目

卒業生は基本的に日田市立三隈中学校と日田市立北部中学校へ分かれて進学する。

## 周辺
- 岳林寺
- 日田光岡郵便局
- 大分県立日田三隈高等学校
- 花月川

## アクセス
- JR九州久大本線 光岡駅から東へ200m